# Gvido III. Spoletski
Gvido III. Spoletski (nemško Wido, italijansko Guido) je bil od leta 880 mejni grof Camerina in od leta 883 vojvoda Spoleta in Camerina. Leta 889 je bil okronan za kralja Italije in leta 891 za cesarja, * 855, Spoleto, † 12. december 894. 
Poročen je bil z Ageltrudo, hčerko Adelhisa  Beneventskega, s katero je imel sina Lamberta. Umrl leta 894 med bojem za oblast nad Italijanskim polotokom. 

## Zgodnje življenje
Gvido je bil drugi sin Gvida I. Spoletskega in Ite, hčere Sica Beneventskega. Gvido I. je bil sin Lamberta I. Nanteškega in njegove druge žene Adelajde Lombardijske, ki je bila hči Pipina Langobardskega, tretjega sina Karla Velikega. Leta 842 so nekdanjo vojvodino Spoleto, ki jo je Karel Veliki podaril papeštvu, obudili Franki, in jo kot frankovsko mejno grofijo vzdrževali proti bizantinskim katapanom na jugu. 
Posledično je bila Gvidova družina od zgodnjega 9. stoletja pomemben akter v italijanski politiki. Karel Plešasti je leta 876 Gvida in njegovega starejšega brata Lamberta pooblastil, naj spremljata papeža Janeza VIII. na potovanju v Neapelj, da bi razdrl zavezništva, ki so jih mnoge južne langobardske države sklenile z Saraceni. Gvido je sprva sledil papeški politiki, potem pa je zaradi družinskih interesov na splošno postal sovražen papeštvu.
Po Lambertovi smrti leta 880 je Gvido prevzel vodstvo pohoda na Camerino in leta  882 podprl invazijo svojega nečaka Gvida II. Spoletskega na Papeško državo. To ga je pripeljalo v spor s cesarjem Karlom Debelim, ki ga je leta 882 na zboru v Veroni razlastil njegovih fevdov. Razlaščenih je bilo tudi veliko drugih pomembnih in manj pomembnih italijanskih plemičev. Gvido se je med uporom povezal s sosednjimi Saraceni in začel osvajati nova ozemlja. Na tej točki ga je cesar na zboru v Raveni razglasil za krivega veleizdaje in Berengarju Furlanskemu ukazal, naj mu s silo odvzame fevd.
Leta 883 je Gvido od svojega nečaka nasledil naslov spoletskega vojvode in obe vojvodstvi združil v vojvodstvo Spoleto in Camerino. Naslavljati se je začal z dux et marchio (vojvoda in mejni grof) in pridobil vladarsko številko III. Cesar Karel Debeli je bil do konca leta 884 prisiljen z Gvidom skleniti mir in mu uradno vrniti naslove. Gvido se je nato leta 885 bojeval s svojimi občasnimi zavezniki, Saraceni iz Garigliana. 

## Cesar
Po odstavitvi Karla Debelega leta 887 je Gvido kot sorodnik nadškofa Fulka iz Reimsa upal, da bo okronan za kralja Zahodne Frankovske. Odpotoval je do Langresa, kjer je ga je škof resnično okronal. Ker je frankovsko plemstvo še istega leta (888) za kralja izvolilo Oda, se je moral odpovedati naslovu in se je vrnil v Italijo, čeprav je imel podporo burgundskega plemstva.
Gvidu III. je za železno krono Lombardije nasprotoval Berengar Furlanski. Berengar je imel to prednost, da je bil povezan s karolinško družino in da je bil leta 887 okronan za kralja Italije, Gvido pa je bil od leta 888 bliže Rimu in povezan s papežem Štefanom V., ki je Gvida opisal "kot svojega edinega sina". Med tekmecema so se začeli spopadi in Gvido se je na zboru v Paviji konec leta 888 razglasil za kralja Italije. Uradno ga je za italijanskega kralja okronal papež Štefan V. leta 889 v baziliki San Michele Maggiore v Paviji. Kronanju za kralja je 21. februarja 891 sledilo njegovo kronanje za rimskega cesarja. Njegov sin Lambert II. je bil istočasno okronan za italijanskega kralja.  
Razmere v Italiji so se zaostrile z izvolitvijo novega papeža Formoza leta 891. Ker novi papež Gvidu ni zaupal, je začel iskati podporo drugod. Gvido se je vedno teže soočal z Berengarjem, ki je še vedno imel trdno oblast v Furlaniji. Da bi okrepil svoj splošni položaj, je Gvido 30. aprila 892 v Raveni prisilil papeža Formoza, da je Lamberta okronal za socesarja. 
Papež je izkoristil prvo naslednjo priložnost in se zoperstavil Gvidu, tako da je podprl Arnulfa Koroškega v pridobivanju naslova italijanskega kralja in rimskega cesarja. Papež je leta 893 povabil Arnulfa v Trento, da bi strmoglavil Gvida in se okronal za cesarja. 
Arnulf je namesto tega poslal svojega sina Cventibolda z vojsko, ki se je pridružila Berengarjevi in vkorakala v Trento. Združena vojska je obkolila Trento, potem pa je Gvido verjetno podkupil Cventibolda, da je opustil obleganje. Naslednje leto je bil Gvido pri Bergamu poražen in Berengar je zavzel Trento in Milano, bil priznan za kralja in dobil status Arnulfovega vazala. Cventibold se je vrnil v Nemčijo, ker je bolezen opustošila njegovo vojsko. Gvido se je umaknil in pozno jeseni nenadoma umrl. Sina Lamberta je pustil pod skrbništvom svoje žene, potem pa sta se oba skupaj z Berengarjem in Arnulfom potegovala za italijansko in cesarsko krono. 

## Zapuščina
Guyeva oblast ni nikoli segala dlje od njegovih dednih ozemelj. Cesarski naslov in njegove pretenzije po univerzalni vladavini so bile le znak papeževe naklonjenosti. Za vse to so se borili tudi številni drugi italijanski plemiči. Gvido ni nikoli trdno nadziral severa Italije in se je večji del svoje vladavine boril z drugimi kandidati za prestol. Poskušal je ohraniti karolinško tradicijo in izdajati kapitularje, kot so to počeli nekdanji cesarji. Leta 891 je zahteval tradicionalno služenje v vojski vseh arimanov, ne glede na to, ali so imeli zemljo ali ne.